# Arenaria erinacea
Arenaria erinacea är en nejlikväxtart. Arenaria erinacea ingår i släktet narvar, och familjen nejlikväxter.

## Underarter
Arten delas in i följande underarter:
- A. e. erinacea
- A. e. microphylla